# Hausen am Andelsbach
Hausen am Andelsbach is een plaats in de Duitse gemeente Krauchenwies, deelstaat Baden-Württemberg, en telt 802 inwoners (2004-10).